# Parinvolvulus hauseri
Parinvolvulus hauseri is een keversoort uit de familie Rhynchitidae. De wetenschappelijke naam van de soort werd in 1907 gepubliceerd door Wagner.